# Franklin Delano Roosevelt Memorial

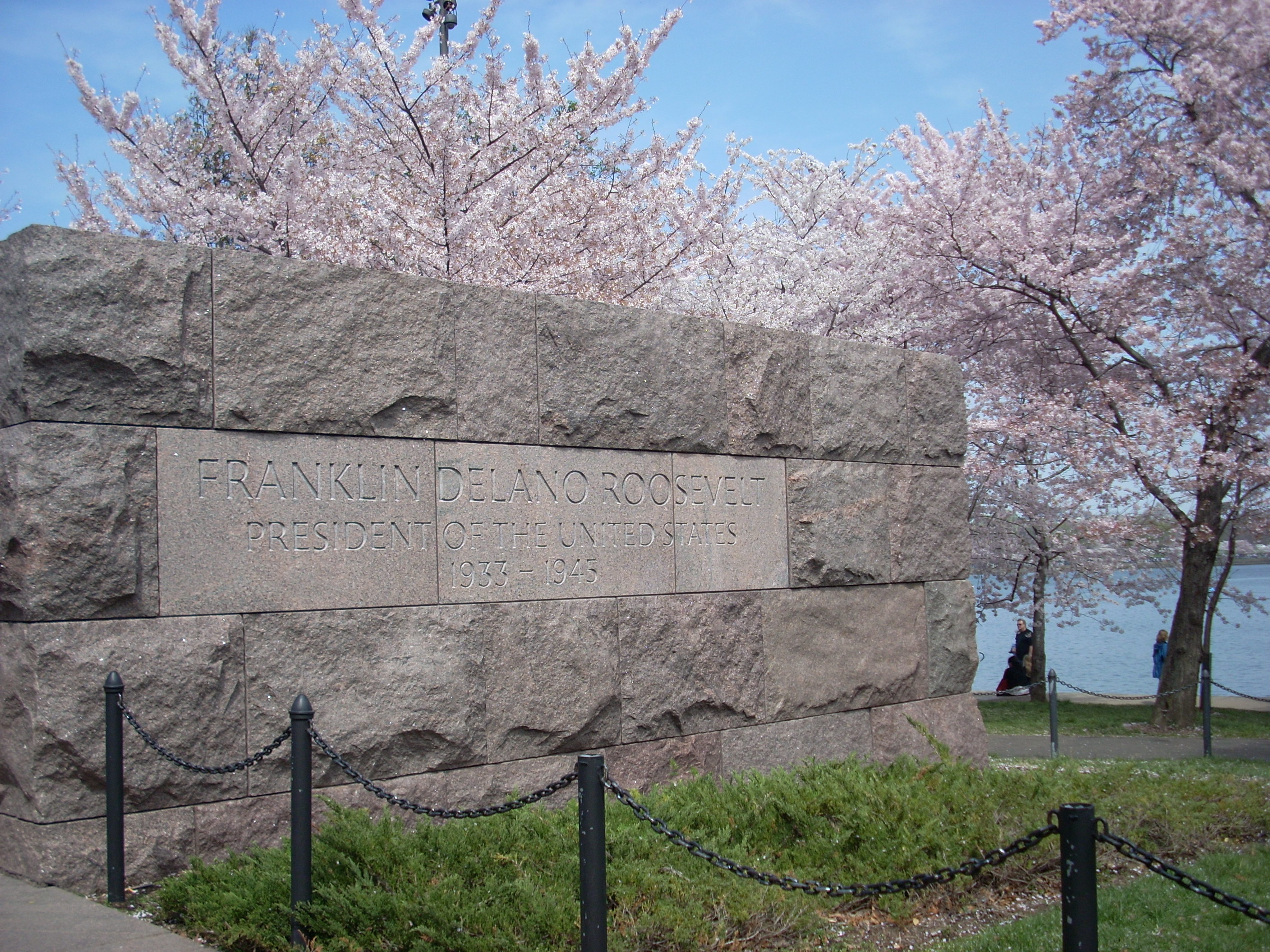
Franklin Delano Roosevelt Memorial, 2008.

Franklin Delano Roosevelt Memorial är ett minnesmärke i Washington D.C, tillägnat minnet av den amerikanske presidenten Franklin Delano Roosevelt och tiden han verkade i. Landskapsarkitekten Lawrence Halprin utformade minnesmärket.  
Monumentet, som täcker tre hektar, invigdes den 2 maj 1997 av den dåvarande presidenten Bill Clinton. Det speglar tolv år av USA:s historia, uppdelat i fyra sektioner eller rum, ett för var och en av Roosevelts ämbetsperioder. 
Skulpturerna i monumentet omfattar bland annat en med FDR bredvid sin hund Fala. En föreställer Eleanor Roosevelt, presidentens fru tillika USA:s tidigare första dam,  framför ett FN-emblem som skildrar hennes gärning där, samt flertalet andra som visar på händelser från den stora depressionen. Det är det enda minnesmärket tillägnat en president som har en staty av en första dam. 
Minnesmärket är tänkt att vara tillgängligt utformat för personer med funktionsnedsättning. Dock har det fått kritik för brister i utförandet. Roosevelt själv blev förlamad i början av 1920-talet från midjan och nedåt. 